# زيوريخ (هولندا)
زيوريخ  (الفريزية الغربية: Surch) هي قرية في بلدية سودفيست- فريسلان في مقاطعة فرايزلاند، هولندا. بلغ عدد سكانها حوالي 90 في عام 2011. حتى 1 كانون الثاني / يناير 2011 كان جزءا من بلدية وونسريراديل.

## معرض الصور

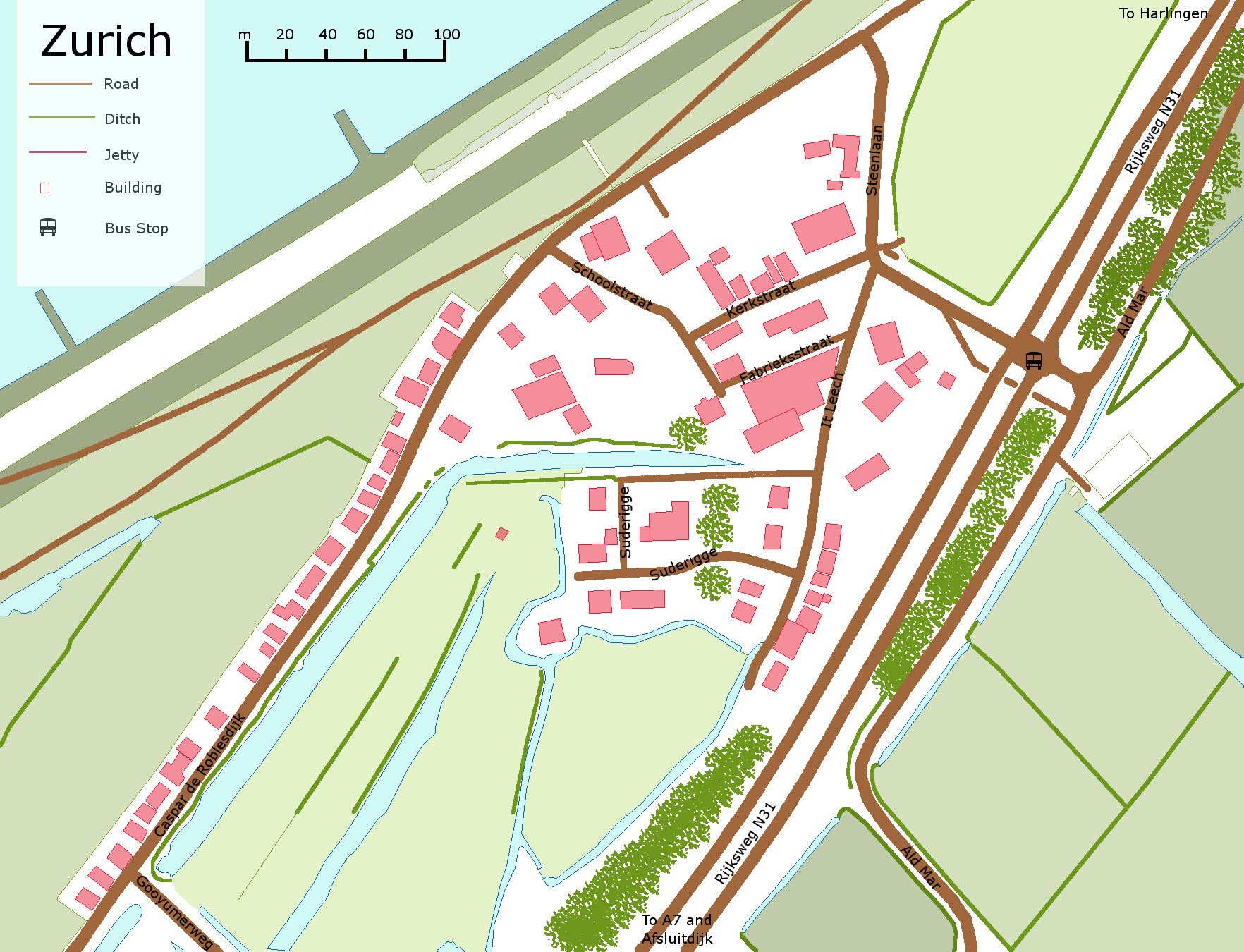
خريطة القرية
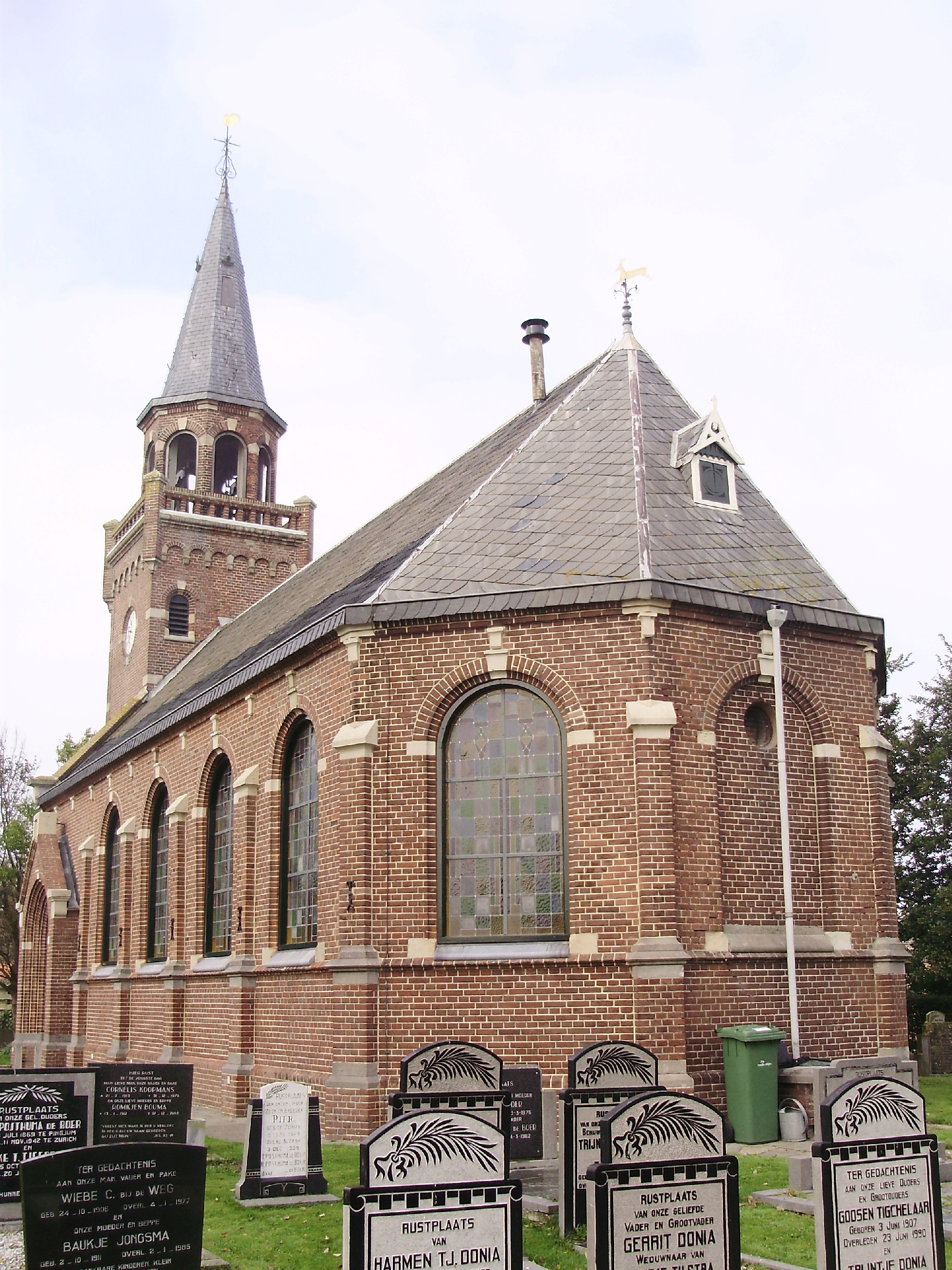
كنيسة القرية

## وصلات خارجية
إحداثيات: 53°6'43"N 5°23'38"E / 53.11194°N 5.39389°E